# Transrapid Versuchsanlage Emsland

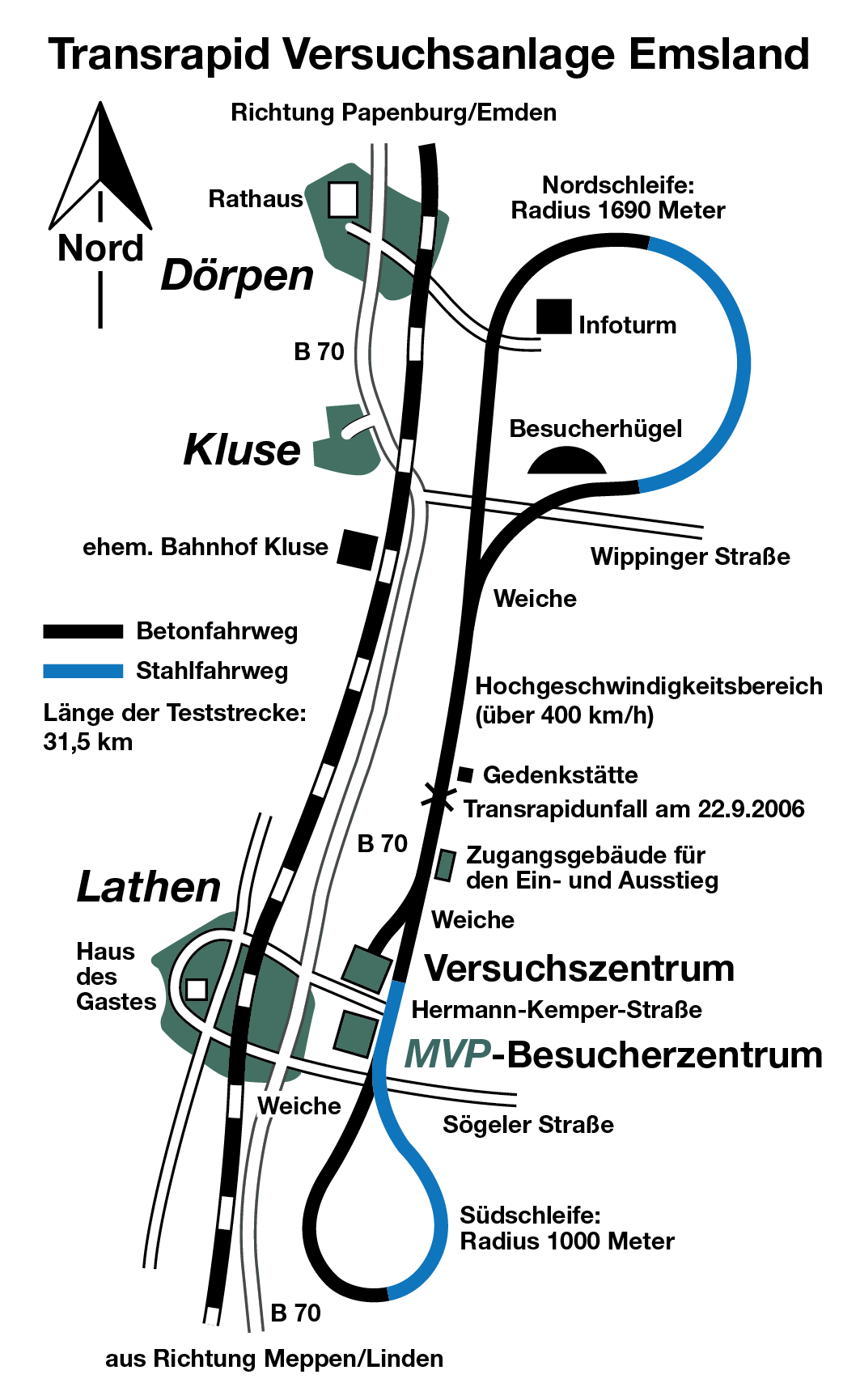
Schéma okruhu

Testovací okruh systému Transrapid Emsland (německy Transrapid Versuchsanlage Emsland, TVE) je testovací okruh pro vlaky Maglev systému Transrapid v dolnosaské oblasti Emsland v Německu. Okruh má na obou koncích smyčky pro otáčení souprav, jedna leží u obce Dörpen, druhá u obce Lathen. Celý okruh o délce 31,5 km je vyvýšen, pod ním se nachází zemědělská půda a pastviny.

## Historie

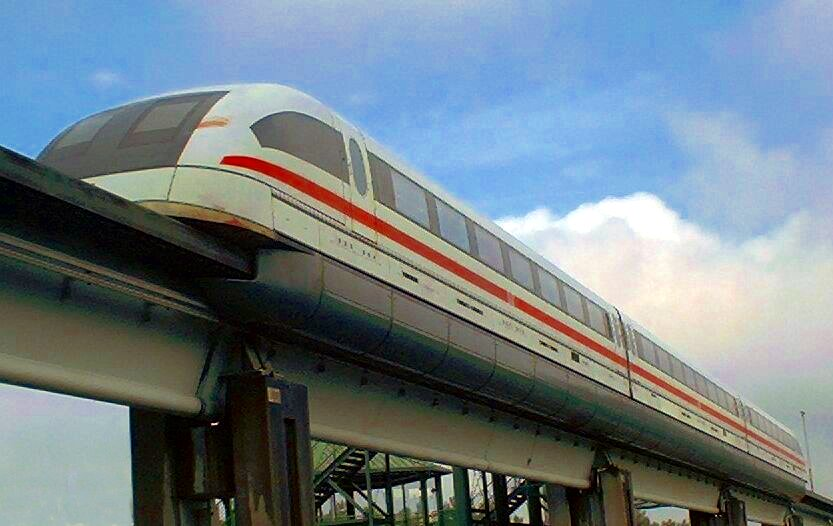
Transrapid TR-08

Okruh byl postaven mezi roky 1980 a 1984.
V roce 2006 došlo ke kolizi vlaku a údržbářského vozidla, při které zemřelo 23 lidí. Při vyšetřování bylo zjištěno, že nehoda byla způsobena lidskou chybou – nerespektováním bezpečnostních protokolů.
Do nehody v roce 2006 soupravy běžně vozily zájemce z řad veřejnosti rychlostí až 420 km/h. V posledním (třetím) voze byly nainstalovány měřicí přístroje, které monitorovaly všechny jízdy, a to včetně těch s pasažéry.
Na konci roku 2011 vypršela okruhu licence, a ten byl poté uzavřen. V roce 2012 byla schválena demolice okruhu.